# Israël op het Junior Eurovisiesongfestival 2016
Israël nam deel aan het Junior Eurovisiesongfestival 2016 in Valletta te Malta. Het was de tweede deelname van het land op het Junior Eurovisiesongfestival. IBA was verantwoordelijk voor de Israëlische bijdrage voor de editie van 2016.

## Selectieprocedure
Het duo Shir & Tim Israël werd op 26 oktober 2016 intern geselecteerd als Israëlische act op het Junior Eurovisiesongfestival 2016. In Valletta bracht het tweetal Follow my heart ten gehore.

## In Valletta
Israël trad als 13de op op het Junior Eurovisiesongfestival 2016 in Valletta en eindigde er als 15de.
2012 · 2013-2015 · 2016 · 2017 · 2018 · 2019-2024
Albanië · Armenië · Australië · Bulgarije · Cyprus · Georgië · Ierland · Israël · Italië · Macedonië · Malta · Nederland · Oekraïne · Polen · Rusland · Servië · Wit-Rusland